# George Heath
George Heath, ameriški dirkač, * 1862, Long Island, New York, ZDA † 1943, ZDA.
Heath je začel dirkati v sezoni 1898 kot privatnik z dirkalnikom Panhard, na svoji prvi dirki Pariz-Amsterdam-Pariz je zasedel trinajsto mesto. V sezoni 1899 je na dirki Champigny-St.Germain zasedel šesto mesto, na dirki Pariz-Saint Malo pa četrto. Od sezone 1900 je dirkal v tovarniškem moštvu Ecurie Panhard, kljub temu pa ni dosegal vidnejših uspehov do sezone 1904, ko je z dirkalnikom Panhard-Levassor 70, zdaj v tovarniškem moštvu Ecurie Panhard et Levassor, zmagal na Dirki po Ardenih in dirki Vanderbilt Cup. Zadnji večji uspeh je dosegel na dirki Vanderbilt Cup v naslednji sezoni 1905, ko je osvojil drugo mesto, zadnjič pa je nastopil na dirki za Veliko nagrado Francije v sezoni 1908, ko je bil deveti. Umrl je leta 1943. 